# Werner Sele
Werner Sele (Triesenberg, 24 giugno 1951) è un ex slittinista liechtensteinese.

## Partecipazioni olimpiche
| Competizione | Pos. | Data            | Città    |
| ------------ | ---- | --------------- | -------- |
| Singolo      | 36ª  | 4 febbraio 1968 | Grenoble |
| Singolo      | 39ª  | 7 febbraio 1972 | Sapporo  |